# K-Funktion
Die {\displaystyle K}-Funktion ist in der Mathematik eine spezielle Funktion, die üblicherweise mit {\displaystyle K(z)} bezeichnet wird. Sie verallgemeinert die Hyperfakultät {\displaystyle H(n)} auf die komplexen Zahlen; analog der komplexen Erweiterung der Fakultätsfunktion zur Gammafunktion.
Die Hyperfakultät einer natürlichen Zahl {\displaystyle n} ist definiert durch
{\displaystyle H(n)=\prod _{i=1}^{n}i^{i}=1^{1}2^{2}3^{3}4^{4}\cdots n^{n},\qquad n\in \mathbb {N} .}
Für die {\displaystyle K}-Funktion soll nun gelten
{\displaystyle K(n+1)=H(n),\qquad n\in \mathbb {N} ,}
und sie soll auf den Zahlenbereich der komplexen Zahlen erweitert werden.

## Definitionen
Eine mögliche Definition der {\displaystyle K}-Funktion lautet:
{\displaystyle K(z)=(2\pi )^{(-z+1)/2}\exp \left[{\binom {z}{2}}+\int \limits _{0}^{z-1}\ln(\Gamma (t+1))\;\mathrm {d} t\right],}
wobei {\displaystyle {\tbinom {z}{2}}} für die komplexe Verallgemeinerung des Binomialkoeffizienten und Γ für die Gammafunktion steht.
Eine andere Möglichkeit bietet
{\displaystyle K(z)=\exp \left[\zeta ^{\prime }(-1,z)-\zeta ^{\prime }(-1)\right],}
wobei {\displaystyle \zeta (z)} für die riemannsche Zetafunktion und {\displaystyle \zeta (a,z)} für die hurwitzsche Zeta-Funktion stehen (es werden jeweils die Ableitungen gebraucht.)
Die Verwandtschaft der {\displaystyle K}-Funktion zur Gammafunktion und der barnesschen {\displaystyle G}-Funktion wird durch die Formel
{\displaystyle K(n)={\frac {(\Gamma (n))^{n-1}}{G(n)}}}
zum Ausdruck gebracht.

## Werte
Für natürliche {\displaystyle n} stimmen die Werte {\displaystyle K(n)} der K-Funktion definitionsgemäß mit dem Wert {\displaystyle H(n-1)} der Hyperfakultätsfunktion überein. Die ersten dieser Werte sind
1, 1, 4, 108, 27648, 86400000, 4031078400000, 3319766398771200000, … (Folge A002109 in OEIS).
Der Wert {\displaystyle K({\tfrac {1}{2}})} ist explizit gegeben durch
{\displaystyle K({\tfrac {1}{2}})={\frac {A^{3/2}}{2^{1/24}\cdot e^{1/8}}}} = 1,2451432494…
wobei {\displaystyle A} für die Konstante von Glaisher-Kinkelin steht.

## Weitere Zusammenhänge
Mit der barnesschen G-Funktion {\displaystyle G(z)} gilt
{\displaystyle K(z)\cdot G(z)=\exp \left\{(z-1)\cdot \log[\Gamma (z)]\right\},}
für alle {\displaystyle z\in \mathbb {C} .}
Benoit Cloitre zeigte 2003 folgende Formel:
{\displaystyle {\frac {1}{K(n)}}=(-1)^{n}\operatorname {det} {\begin{vmatrix}-1&-1&-1&\cdots &-1\\{\frac {1}{2}}&{\frac {1}{4}}&{\frac {1}{8}}&\cdots &{\frac {1}{2^{n}}}\\-{\frac {1}{3}}&-{\frac {1}{9}}&-{\frac {1}{27}}&\cdots &-{\frac {1}{3^{n}}}\\\vdots &\vdots &\vdots &\ddots &\vdots \\{\frac {(-1)^{n}}{n}}&{\frac {(-1)^{n}}{n^{2}}}&{\frac {(-1)^{n}}{n^{3}}}&\cdots &{\frac {(-1)^{n}}{n^{n}}}\\\end{vmatrix}}}.